# Hertogdom Athene
Het hertogdom Athene (Grieks: Δουκάτο των Αθηνών) was een van de kruisvaardersstaten gelegen in het hedendaags Griekenland en ontstond na de verovering van het Byzantijnse Rijk tijdens de Vierde Kruistocht. Het hertogdom bleef bestaan tot diep in de 15e eeuw toen het veroverd werd door het Ottomaanse Rijk.

## Geschiedenis
De eerste hertog van Athene was Otto van La Roche, een heer van lage adel die afkomstig was uit het Bourgondische graafschap en daarvandaan deelnam aan de vierde kruistocht. Alhoewel hij bekendstond als hertog van Athene vanaf de oprichting in 1205, werd de titel van hertog pas officieel in 1260. In plaats daarvan noemde Otto zich heer van Athene.
Athene was eigenlijk een vazalschap van het koninkrijk Thessaloniki, maar nadat Thessaloniki was ingenomen in 1224 door Theodore Komnenos Doukas, werd Athene een vazal van het vorstendom Achaea.
Het hertogdom bleef in het bezit van de la Roche-dynastie tot 1308, toen het in bezit kwam van Wouter V van Brienne. Wouter huurde de Catalaanse Compagnie in, om ze te laten vechten tegen de overleveringsstaten van het Byzantijnse Rijk. Maar al gauw kwamen de huurlingen erachter dat ze bedrogen werden door Wouter, en kwam het tot een confrontatie in de Slag van Halmyros. De Catalanen wonnen en namen het hertogdom in: ze voerden ook het Catalaans in als officiële taal. Hun commandant Roger Deslaur was korte tijd hertog van Athene (1311-1312), waarna de Catalaanse Compagnie het hertogdom overdroeg aan het koninkrijk Sicilië, deel van de Kroon van Aragon. Hiermee wilde Roger Deslaur de militaire slagkracht van de Aragonezen/Sicilianen binnen halen want ze waren omgeven door vijandelijke legers aan alle grenzen. Het hertogdom Athene werd daarom een leen van Frederik II, koning van Sicilië (1312). Van 1381 tot 1388 viel het hertogdom Athene onder rechtstreeks gezag van de Kroon van Aragon, en dus niet meer via Sicilië. 
In 1388 kocht de familie Acciaioli het hertogdom van de Aragonezen; deze familie woonde in Florence in Toscane. Van 1395 tot 1402 was het een onderdeel van de republiek Venetië, een zeemogendheid.